# Warhol (Merkurkrater)
| Warhol                     | Warhol      |
| -------------------------- | ----------- |
| fotografiert von MESSENGER |             |
|                            |             |
| Eigenschaften              |             |
| Breite                     | 2,57° S     |
| Länge                      | 6,13° O     |
| Durchmesser                | 91,35 km    |
| Tiefe                      | unbekannt   |
| Eponym                     | Andy Warhol |

Warhol ist ein Einschlagkrater auf dem Planeten Merkur. Sein Zentrum liegt bei 2,57° südlicher Breite und 6,13° östlicher Länge. Der nahezu kreisförmige Krater mit markanten Strukturen östlich des Zentrums hat einen Durchmesser von 91,35 km.
Die Benennung nach dem US-amerikanischen Pop-Art-Künstler Andy Warhol (1928–1987) wurde am 24. April 2012 von der Internationalen Astronomischen Union IAU bestätigt.